# Boghni (comuna)
Boghni é uma cidade e comuna localizada na província de Tizi Ouzou, no norte da Argélia. Em 2008, sua população era de 31 263 habitantes.